# Drosophila villitibia
Drosophila villitibia är en tvåvingeart som beskrevs av Elmo Hardy 1965.
Drosophila villitibia ingår i släktet Drosophila och familjen daggflugor. Artens utbredningsområde är Hawaii.